# Gregor Rohmann

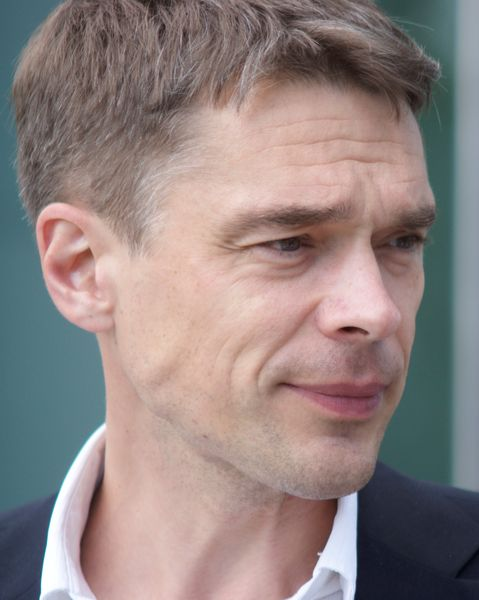
Gregor Rohmann, aufgenommen im September 2012 von Werner Maleczek auf der Reichenau-Tagung „Maritimes Mittelalter. Meere als Kommunikationsräume“ des Konstanzer Arbeitskreises für mittelalterliche Geschichte

Gregor Rohmann (* 1970 in Hildesheim) ist ein deutscher Historiker. Seit 2023 lehrt er als Professor für Regionale Kulturgeschichte Mecklenburgs an der Universität Rostock.

## Leben
Nach seinem Abitur am Gymnasium Josephinum in Hildesheim studierte Rohmann Geschichte und Politologie an der Universität Hannover sowie später Geschichte und Völkerkunde an der Georg-August-Universität Göttingen. Im Jahr 2000 wurde er promoviert mit der zunächst von Hartmut Boockmann und nach dessen Tod von Ernst Schubert betreuten Arbeit Clemens Jäger und das Ehrenbuch der Fugger. Verwandtschaft, Status und historisches Wissen in der Familienbuchschreibung des 16. Jahrhunderts. Er begann anschließend ein Volontariat am Museum für Hamburgische Geschichte. In den folgenden Jahren arbeitete Rohmann an diversen Museen und wirkte hierbei an mehreren Ausstellungen mit, von denen er einige leitete. In diese Zeit fällt auch seine Kooperation mit Spiegel TV für eine Dokumentation über Klaus Störtebeker.
Ab dem Sommersemester 2004 bekam Rohmann einen Lehrauftrag an der Universität Bielefeld im Arbeitsbereich „Geschichte im Beruf“, der in den nächsten Jahren um den Arbeitsbereich „Geschichte des späten Mittelalters und der frühen Neuzeit“ ergänzt und weiter ausgebaut wurde. 2008 wechselte er an die Johann Wolfgang Goethe-Universität Frankfurt am Main, an der er als wissenschaftlicher Assistent am Lehrstuhl für Mittelalterliche Geschichte I arbeitete. In Frankfurt wurde er Geschäftsführender Projektleiter des DFG-Projekts „Politische Sprache im Mittelalter – Semantische Zugänge“ und bekam nach Abschluss seiner Habilitation (Tanzwut. Kosmos, Kirche und Mensch in der Bedeutungsgeschichte eines spätmittelalterlichen Krankheitskonzepts) im November 2011 vom Fachbereich Philosophie und Geschichtswissenschaften die Venia Legendi erteilt. In den Jahren 2013 und 2014 vertrat er die Juniorprofessur für Mittelalterliche Geschichte an der Humboldt-Universität zu Berlin sowie die Professur für Mittelalterliche Geschichte an der Universität zu Köln, bevor er wieder zurück nach Frankfurt kam, um dort die Professur für Mittelalterliche Geschichte II zu vertreten. Vom Wintersemester 2014/2015 bis Sommersemester 2016 lehrte Rohmann an der Goethe-Universität. Im Herbstsemester 2015 war er Gastprofessor am Departement Geschichte der Universität Basel. Im Wintersemester 2016/2017 und Sommersemester 2017 vertrat er die Professur von Frank Rexroth an der Universität Göttingen, im Wintersemester jene von Hedwig Röckelein. Von Sommersemester 2018 bis Wintersemester 2020/21 hatte er ein Forschungsstipendium der Gerda Henkel Stiftung. Im Sommersemester 2019 lehrte er als Vertretungsprofessor für Mittelalterliche Geschichte an der Universität zu Köln, und im Wintersemester 2020 hatte er einen Lehrauftrag am Friedrich-Meinecke-Institut der Freien Universität Berlin. Seit dem Wintersemester 2023/24 lehrt er als Professor für Regionale Kulturgeschichte Mecklenburgs an der Universität Rostock.

## Forschungsschwerpunkte
Zu seinen Forschungsschwerpunkten zählen Verwandtschaft im Mittelalter, Körper und Medizin im Mittelalter, Geschichtsschreibung und Erinnerungskulturen des späten Mittelalters und der Reformzeit, Sozial- und Kulturgeschichte der spätmittelalterlichen Stadt, Religiöse Vorstellungen und religiöse Praxis (6. – 16. Jahrhundert) und die Geschichte der Hanse.
In seiner 2012 veröffentlichten Habilitationsschrift Tanzwut. Kosmos, Kirche und Mensch in der Bedeutungsgeschichte eines mittelalterlichen Krankheitskonzepts untersucht Gregor Rohmann das vormoderne Phänomen der Tanzwut aus einer kulturhistorischen Perspektive. Im Zentrum der Arbeit steht die Entwicklung der Beschreibung bzw. des Diskurses der zeitgenössischen Akteure über die Tanzwut als Krankheit im Zeitraum vom 14. bis zum 17. Jahrhundert. Den unfreiwilligen, zwanghaften Tanz, den die Tanzwut ausmachte, definiert Rohmann, entgegen der gängigen Forschungsmeinung nicht als eine Form der Massenhysterie oder Besessenheit, sondern als ein auf religiösen Vorstellungen kulturell konstruiertes Krankheitsbild, das das Ergebnis eines langandauernden Diskurses zwischen Gelehrten, Klerus und Laien gewesen sei. Die Tanzwut sei in jenen Aushandlungsprozessen stets im Zusammenhang mit Heiligenverehrungen genannt worden, wie beispielsweise dem Kult um Johannes den Täufer. Von der Tanzwut Betroffene hätten demnach eine christlich motivierte Wiederaufnahme in das Heilsgeschehen angestrebt. Der unfreiwillige Tanz drückte die Heilsferne bzw. die Gottverlassenheit der Betroffenen aus.
Rohmann versucht im Rahmen eines prosopographischen Projekts die Piraterie bzw. Güterwegnahme im Hanseraum im Mittelalter zu dekonstruieren. Hierbei bedient sich Rohmann einer Online-Datenbank in Form eines Wiki, in der er in Zusammenarbeit mit Studierenden verschiedener Universitäten Quellen von Güterwegnahme auswertet und somit aufzeigt, dass der Großteil des Seeraubs im mittelalterlichen Hanseraum rechtlich legitimiert war und es sich bei Piraterie im Mittelalter um eine Ausnahme gehandelt hat. Im Verlauf dieser Forschung kam er unter anderem mit Quellen zum norddeutschen Volkshelden Klaus Störtebeker in Kontakt, aus denen er erschließen konnte, dass es sich bei dem klassischen Klaus Störtebeker wohl eher um einen Danziger Kaufmann namens Johan Störtebeker gehandelt hat.

## Auszeichnungen
- Juli 2012: Verleihung des Friedrich Sperl-Preises zur Förderung der Geisteswissenschaften durch die Vereinigung der Freunde und Förderer der Johann Wolfgang Goethe-Universität
- 2006: Verleihung des Preises „Tiefenbohrung“ des Kultursekretariats Nordrhein-Westfalen für die Ausstellung „Bilderstreit und Bürgerstolz“

## Schriften (Auswahl)
Monographien
- Tanzwut. Kosmos, Kirche und Mensch in der Bedeutungsgeschichte eines spätmittelalterlichen Krankheitskonzepts (= Historische Semantik. Band 19). Vandenhoeck & Ruprecht, Göttingen 2013, ISBN 978-3-525-36721-6 (Zugleich: Habilitationsschrift, Universität Frankfurt am Main 2011).
- Das Ehrenbuch der Fugger. Darstellung – Kommentar – Transkription (= Studien zur Fuggergeschichte. Veröffentlichungen der Schwäbischen Forschungsgemeinschaft bei der Kommission für Bayerische Landesgeschichte, Reihe 3. Band 39/1). Erschienen gemeinsam mit dem Faksimileband: Das Ehrenbuch der Fugger. Die Babenhausener Handschrift (= Studien zur Fuggergeschichte. Veröffentlichungen der Schwäbischen Forschungsgemeinschaft bei der Kommission für Bayerische Landesgeschichte, Reihe 3. Band 39/2). Wißner, Augsburg 2004, ISBN 3-89639-445-2 (Rezension auf H-Soz-u-Kult).
- „Eines Erbaren Raths gehorsamer amptman“. Clemens Jäger und die Geschichtsschreibung des 16. Jahrhunderts (= Abhandlungen zur Geschichte des Bayerischen Schwaben. Veröffentlichungen der Schwäbischen Forschungsgemeinschaft bei der Kommission für Bayerische Landesgeschichte, Reihe 1. Band 28). Wißner, Augsburg 2001, ISBN 978-3-89639-285-5.

Herausgeberschaften
- Bilderstreit und Bürgerstolz. Herforder Kirchen im Zeitalter der Glaubenskämpfe (= Herforder Forschungen. Band 20). Verlag für Regionalgeschichte, Bielefeld 2006, ISBN 978-3-89534-640-8.